# Elsdon Castle

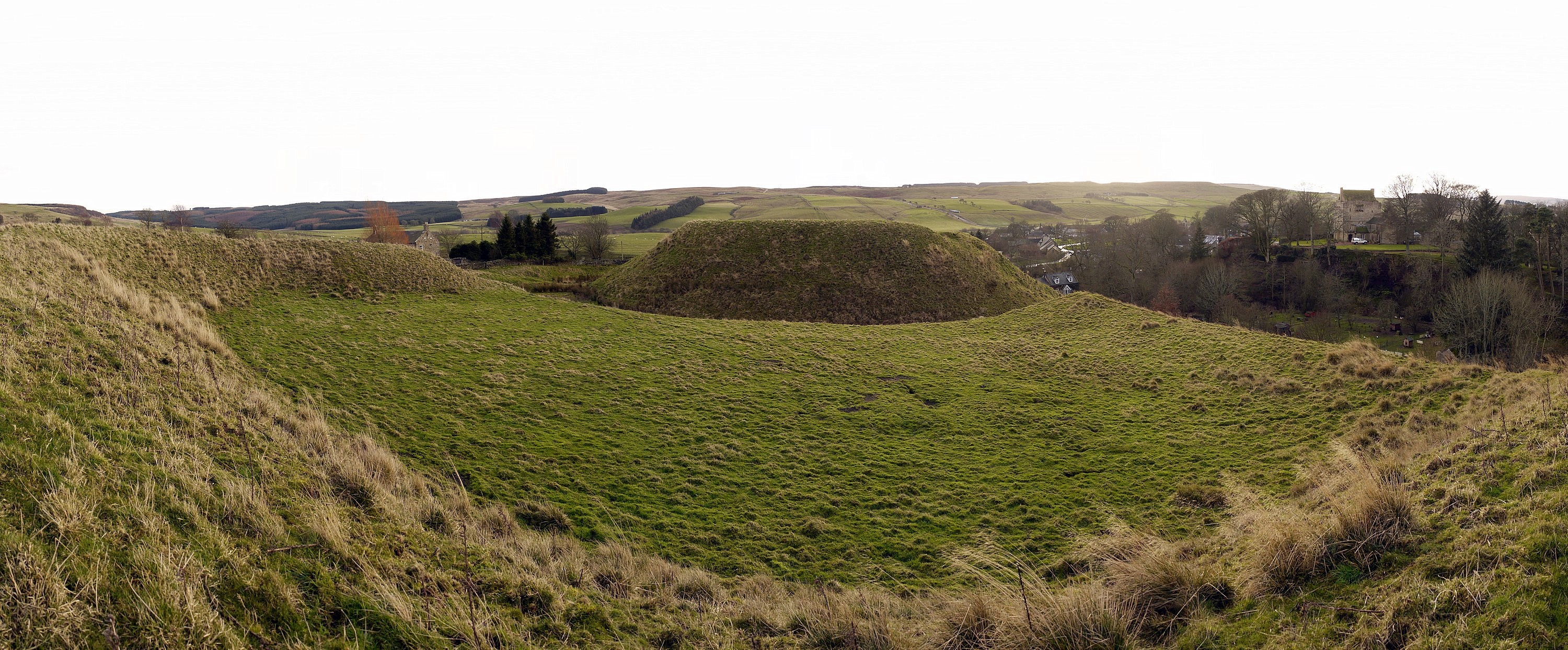
Der Mound von Elsdon Castle

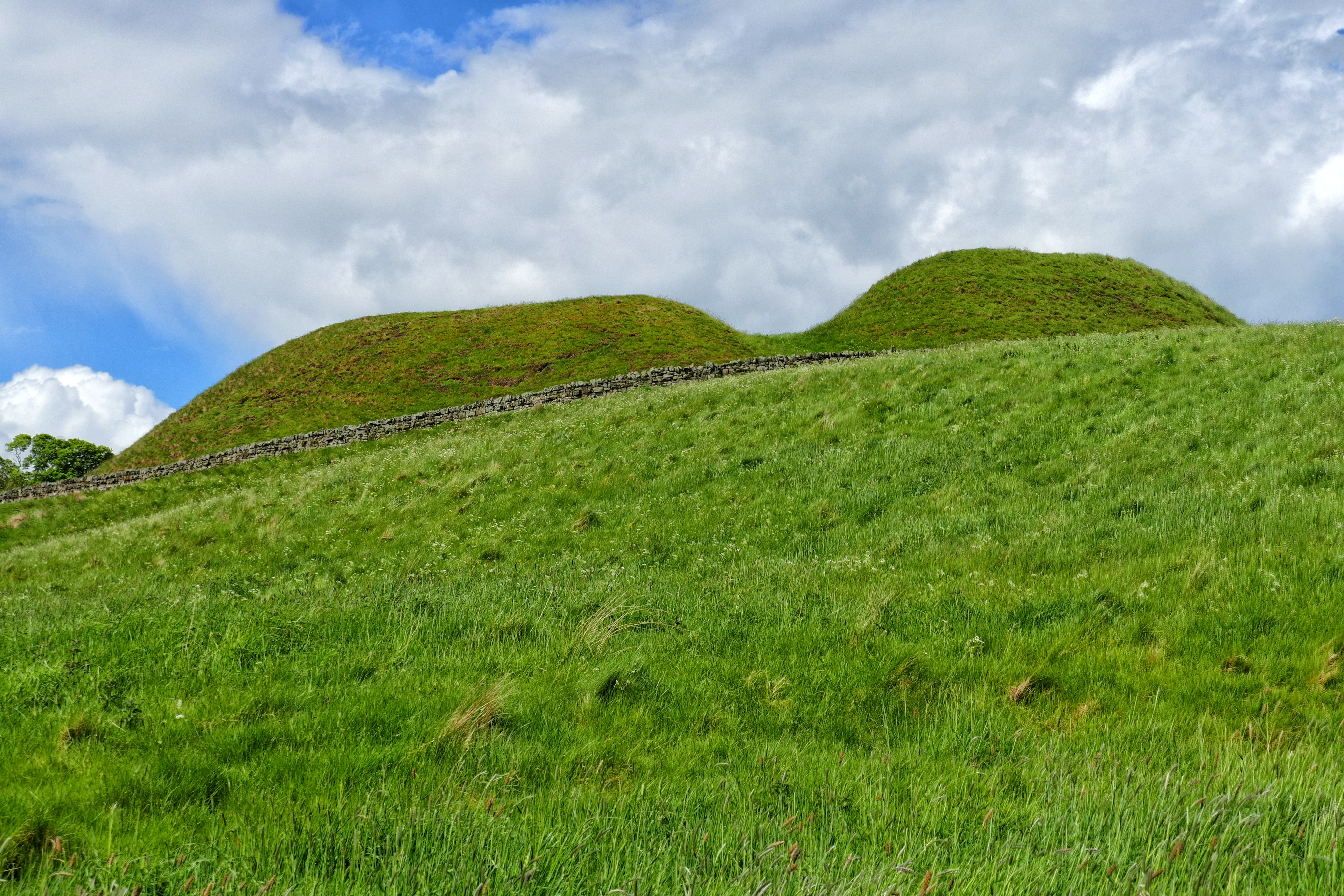

Elsdon Castle, auch Mote Hill genannt, ist eine abgegangene Burg im Dorf Elsdon, etwa 16 km südwestlich von Rothbury in der englischen Grafschaft Northumberland. Sie gilt als Scheduled Monument.
Eldsdon Castle ist die besterhaltene mittelalterliche Motte in Northumberland. Robert de Umfraville ließ sie nicht lange nach der normannischen Eroberung Englands auf dem natürlichen Felsvorsprung eines Hügels erbauen. Heute sind davon noch beeindruckende Erdwerke erhalten, die kostenlos öffentlich zugänglich sind. Die Anlage besteht aus einem hohen Mound im Süden und einem mit Erdwällen eingefassten, nierenförmigen Burghof im Norden. Man nimmt an, dass die beiden Teile früher mit einer hölzernen Brücke verbunden waren. Auf einer Tafel an der Ostseite ist eine erläuterte Rekonstruktion der Burg dargestellt.
Man nimmt an, dass Elsdon Castle aufgegeben wurden, nachdem es vom nahegelegenen Harbottle Castle ersetzt wurde.
Legenden haben sich um die Burg gebildet. Einer dieser Legenden zufolge lebte einst ein dänischer Riese auf dem Hügel und terrorisierte die Nachbarschaft. Dies verleitet dazu, diese Geschichte für eine Erinnerung an Siward den Dänen, Earl of Northumberland, während der Regierungszeit Königs Eduards des Bekenners zu halten.
Elsdon Tower, ein Peel Tower von der Wende des 14. zum 15. Jahrhundert, den vermutlich ebenfalls die Umfravilles bauen ließen, liegt in der Nähe.